# مذكرة قانونية

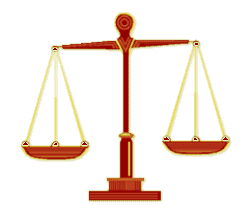

مذكرة قانونية (Brief (law وتسمى أحيانا (مذكرة جوابية أو مذكرة رد واعتراض) هي وثيقة قانونية مكتوبة تستخدم في مختلف نظم الخصومات القانونية تتضمن وقائع الدعوى والردود والاعتراضات والدفاعات والشروحات، تقدم إلى المحكمة. وتكتب المذكرة للرد وتفنيد صحيفة الدعوى سواء من المدعى أو المدعى عليه حتى يكتفي أطراف الدعوى من أقوالهم المدعمة بالأدلة، ليتمكن القاضي من إصدار حكمه بناء على النصوص الشرعية والقانونية والأدلة.